# Greigh (Adelsgeschlecht)

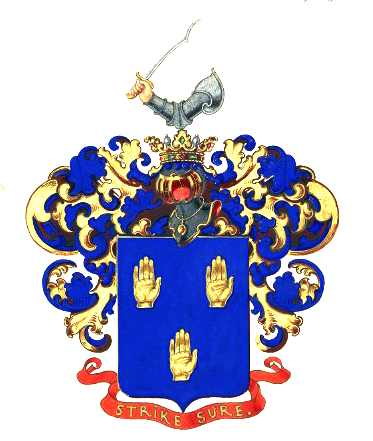
Familienwappen der baltischen Adelsfamilie Greig

Greigh auch Greig (russisch: Грейг) ist der Familienname einer baltischen Adelsfamilie mit schottischen Wurzeln, sie stammten vom Clan MacGregor ab. Die Familie wurde in die kurländische Ritterschaft immatrikuliert.

## Geschichte
Das Geschlecht Greig (englische Schreibweise) stammte aus dem Clan MacGregor, nach der zwangsweisen Auflösung der schottischen Clans durch James VI. nahmen mehrere Clan-Mitglieder neue Namen, so auch Greig, an. Die Schreibweise änderte sich hin und wieder von Greig (englisch) zu Greigh (Baltikum und Russland). Charles Greig war schottischer Captain, er und seine Familie lebten im schottischen Inverkeithing. Sein Sohn Samuel (* 1736) war schon in jungen Jahren in die Royal  Navy eingetreten und seine Karriere ging steil aufwärts. Das Russische Kaiserreich befand sich in der Mitte des 18. Jahrhunderts in der Reorganisation seiner Marine und hatte sich an Großbritannien gewandt, dieses sollte sie durch erfahrene Marineoffiziere unterstützen. Samuel Greigh gehörte zu ihnen und wurde wegen seiner herausragenden Eigenschaften schnell zum Kapitän zur See befördert.
Samuel G. hatte sich mit seiner Familie, da er in der Baltischen Flotte diente, in Reval niedergelassen. Ihm folgten im Mannesstamm seine Söhne Alexis Greigh (ebenfalls russischer Admiral) und Samuel Greig (russischer Konsul in London), sowie sein Enkelsohn Samuel Alexejewitsch Greigh (russischer Finanzminister). In Folge seines Bekanntheitsgrades und in Anerkennung seiner Dienste für das russische Kaiserreich und den Ostseegouvernements wurde Samuel Greigh und seine Nachkommen in die Kurländische Ritterschaft aufgenommen.

## Namensgebungen
Das Greigia-Gewächs wurde 1864 von Eduard August von Regel nach Greigh benannt, 1873 wurde auch die Tulipa geigii nach ihnen benannt. Admiral Fabian Gottlieb von Bellingshausen benannte 1820 das Niau-Atoll in Französisch-Polynesien nach Greigh.

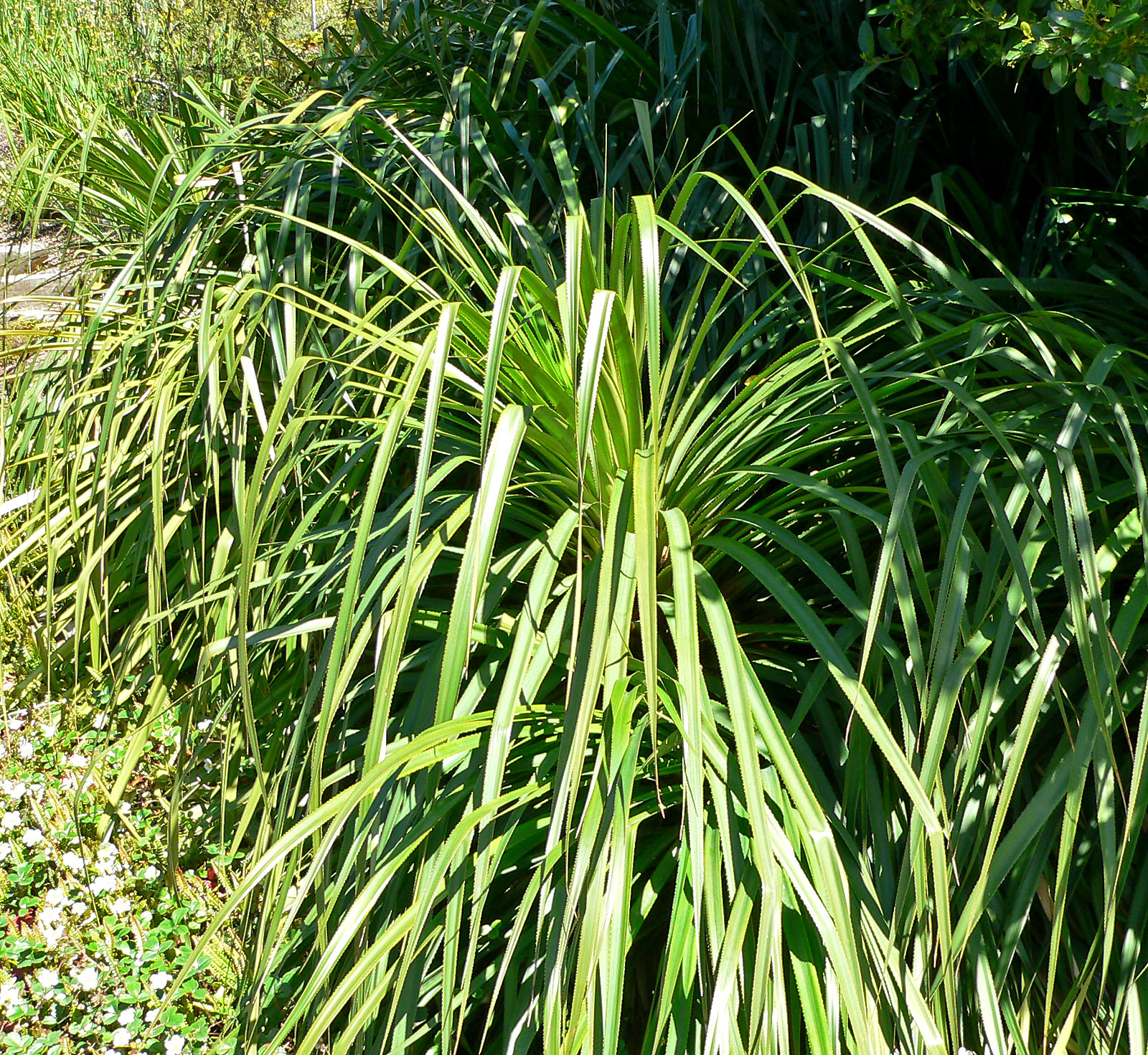
Greigia
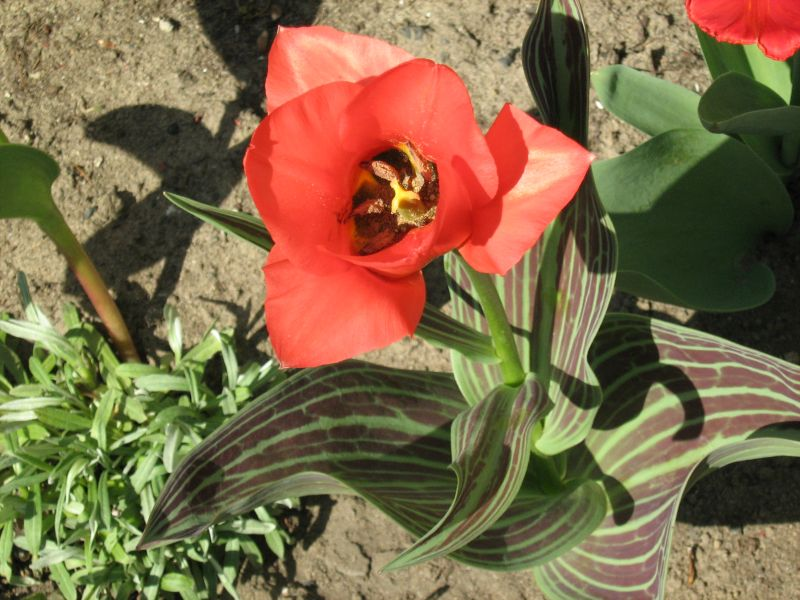
Greig-Tulpe
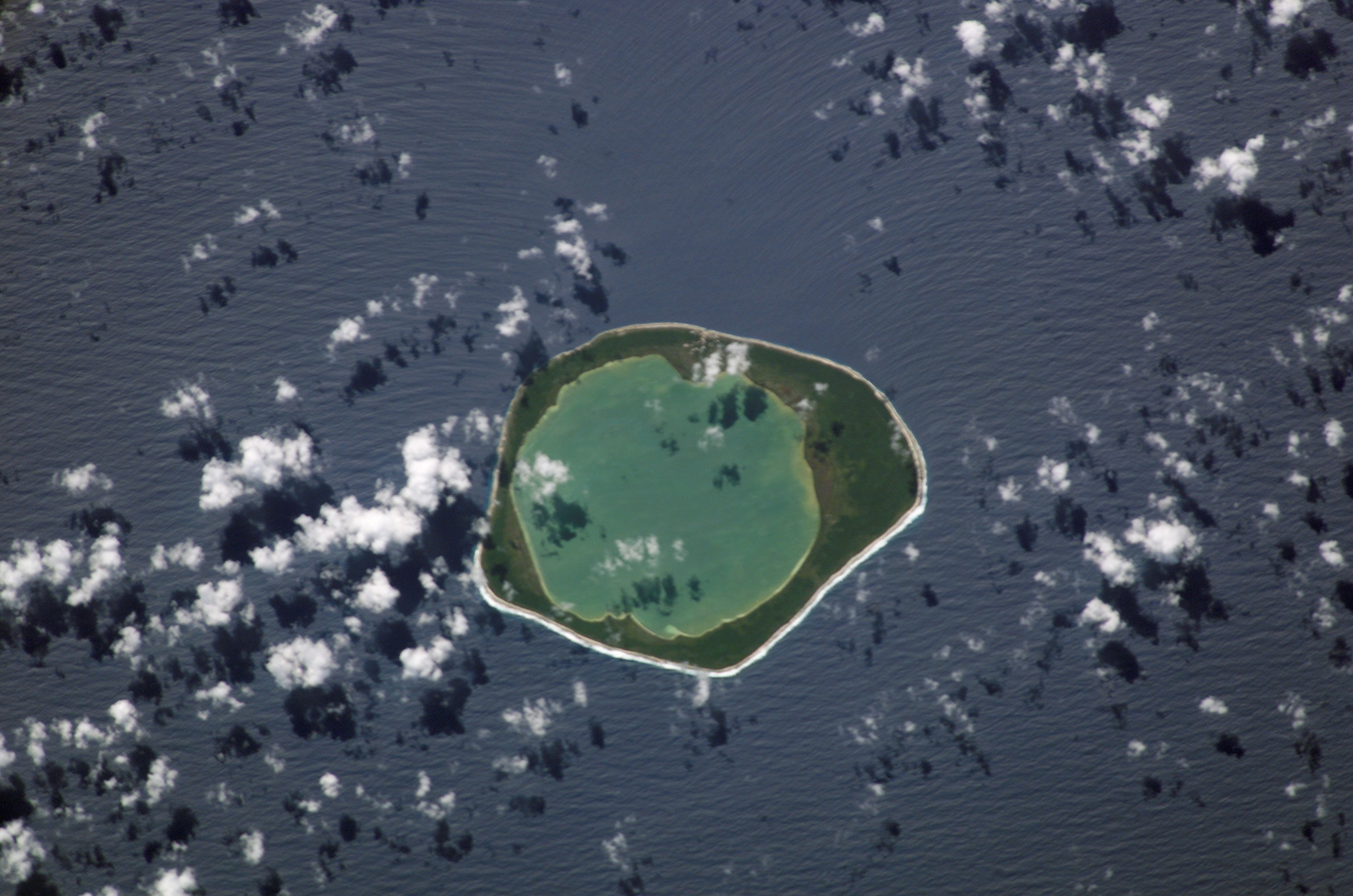
NASA-Astronautenbild des Niau-Atolls

## Stammfolge
- Charles Greig (* in Inverkeithing), Kapitän  ⚭ Jean Charters (* 1701)
  - William Greig
  - Samuel Greigh (russisch: Самуил Карлович Грейг, * 30. November 1735 in Inverkeithing; † 15. Oktober 1788 in Reval), Admiral in der Kaiserlich-russischen Marine ⚭ Sarah Cook (* 1752; † 1793 in Sankt Petersburg)
    - Alexis Greigh (Алексей Самуилович Грейг, * 6. September 1775 in Sankt Petersburg; † 18. Januar 1845 ebenda), Admiral in der Kaiserlich-russischen Marine ⚭ Julia Stalinski (* 1801 in Mahiljou; † 1882 in Sankt Petersburg)
      - Samuel Alexejewitsch Greigh (Самуил Алексеевич Грейг, * 9. Dezember 1827 in Nikolaiev Ukraine; † 9. März 1887 in Berlin), russischer Finanzminister (1877–1880)
      - John Greigh (Иван Алексеевич Грейг, * 6. März 1831; † 15. September 1893) ⚭ Evdokija Smakova
      - William Greigh (Василий Алексеевич Грейг, * 10. März 1832 in Nikolajew; † 19. August 1902), Wirklicher Staatsrat, Kammerherr ⚭ Maria Cumming (1837–1904)
        - Aleksei-Jacob Greigh (Алексей Васильевич Грейг, * 1859; † nach 1912) ⚭ Louise von Schröders

    - John Greigh (Iwan Samoilowitsch, * 1776; † 19. November 1792 in Canton)
    - Samuel Greig  (* 1778 in Kronstadt; † 1807 in London) ⚭ Mary Fairfax Greig Somerville (* 1780 in Jedburgh; † 1872 in Neapel)
      - Woronzow Greig (* 1805; † 20. Oktober 1865), Barrister und Wissenschaftler
      - William George Greig (1806–1814)
      - Samuel Greig (* um 1868 in Irland)

    - Charles Greig (Karl Samoilowitsch, * 14. April 1785 in Kronstadt; † 11. Februar 1817 in Axminster)